# 帕维尔·米哈伊洛维奇·雷萨尔
帕维尔·米哈伊洛维奇·雷萨尔（俄语：Павел Михайлович Лессар，1851年—1905年4月21日），是俄国的外交官、工程师，曾担任驻清朝公使。1902年与清朝外务部大臣庆亲王奕劻、会办大臣王文韶在北京签订《交收东三省条约》。